# Rocamadour (kaas)
De Rocamadour is een Franse kaas die gemaakt wordt van de melk van geiten die gehouden worden op de Causses du Quercy, een gebied dat grotendeels in het departement Lot valt, plus enkele gemeenten in de aangrenzende departementen Aveyron, Dordogne, Corrèze en Tarn-et-Garonne. Centrum van de productie is het plaatsje Rocamadour, een van de toeristische trekpleisters van de Lot.
De Rocamadour heeft al een lange geschiedenis. In stukken uit de 15e eeuw wordt de kaas al vernoemd. Het feit dat Rocamadour op de oude pelgrimsroute naar Santiago de Compostella ligt, maakt dat de kaas via de pelgrims een grotere bekendheid dan alleen de streek zelf kreeg.
De Rocamadour is een kaas met sinds 1996 het AOC-keurmerk. Het gebied waar de geiten gehouden moeten worden wordt gekenmerkt door arme, droge gronden. 10 geiten per hectare is het maximum. Water verdwijnt snel de bodem in en de kalkhoudende diepe lagen maken dat het snel afgevoerd wordt. De begroeiing is mager en droogt in de zomer sterk uit. Het voedsel voor de geiten moet voor minimaal 80% uit de regio komen, gefermenteerd voedsel (kuilvoer) is verboden. De hoogvlakte levert zeer weinig op.  Een groot deel van het voor de dieren benodigde voer moet dan ook in de vruchtbare rivierdalen verbouwd worden.
De kaas wordt gestremd met behulp van dierlijk stremsel bij een temperatuur tussen de 18 en 23 °C. De AOC-regels beschrijven exact hoe/wanneer het stremmen plaats dient te vinden. Het stremmen is langzaam, duurt minimaal 20 uur bij 18 °C. Het zouten van de kaas vindt plaats door zout in de wrongel te mengen. Na het vormen van de kaas start de rijping eerst met een fase van minimaal 24 uur bij 23 °C en een vochtigheidsgraad van 80 % en vervolgens een fase van minimaal 6 dagen bij 10 °C en 85 %. De rijping dient minimaal 6 dagen te zijn geteld vanaf het uit de vormen halen van de kaas.
Het resultaat is een klein wit kaasje met een zachte smaak, die geprononceerder wordt met het verder rijpen van de kaas. Maar in principe wordt de kaas jong verkocht en gegeten en heeft hij een fijne, romige smaak.

Het departement Lot